# تأثير اللغة العربية في اللغة الإسبانية

الانتشار اللُغوي التاريخي في شبه الجزيرة الإيبيريَّة والغال (جنوب فرنسا) من سنة 1000 حتَّى سنة 2000م. يظهر فيها التداخل اللُغوي بين العربيَّة واللُغات الإيبيريَّة بما فيها القشتاليَّة التي تطوَّرت إلى الإسبانيَّة المُعاصرة.

يُعد تأثير اللغة العربية في اللغة الإسبانية أحد السمات التاريخية المُكونة للثقافة واللغة الإسبانية حيث استوطن المسلمون من عرب وبربر شبه الجزيرة الإيبيرية لمدة ناهزت ثمانية قرون، فما كان من اللغة العربية إلا أن أثرت تأثيرًا كبيرًا بلغات تلك البلاد، وفي مقدمتها اللغة القشتالية التي تطورت إلى الإسبانية المعاصرة. تحتوي اللغة الإسبانية على الكثير من الكلمات ذات الأصل العربي، بحيث تُشكل الكلمات من هذه الشاكلة حوالي ربع مُفردات اللغة الإسبانية، وبهذا يُمكن القول أن انتشار المُصطلحات العربية إلى اليوم داخل اللغة الإسبانية دليل على عمق التأثير العربي والإسلامي الذي تركته الحضارة الإسلامية الأندلسية في شبه الجزيرة الإيبيرية.
كان التأثير العربي في اللغة الإسبانية ملحوظًا، لا سيما على المستوى المُعجمي، ويرجع ذلك إلى استيطان العرب البلاد الإيبيرية طيلة ثمانية قرون تقريبًا، بين عامي 711 و1609م، وهو تاريخ طرد الموريسكيين من إسبانيا. ويُلاحظ التأثر بالعربية في كل من جنوب وشرق إسبانيا، أو ما يُعرف اليوم بإقليم الأندلس، وهذه المناطق نفسها التي شهدت تأسيس إمارة قرطبة، المتبُوعة بالدولة الأموية في الأندلس وملوك الطوائف.
أثبت الباحثون اللغويون الإسبان أن تأثر اللغة الإسبانية باللغة العربية عميق جدًا، وهذا يعُود إلى انتشار اللغة العربية الواسع في الأندلس وبعض المقاطعات الإسبانية على مدى 781 سنة من الزمن إبان العصر الإسلامي الذي بدأ مع فتح الأندلس سنة 92هـ الموافقة لسنة 711م، واستمر حتى بعد سقوطها سنة 897هـ الموافقة لسنة 1492م. ويشهد التاريخ أن المسلمين أسسوا حضارة عظيمة في شبه الجزيرة الإيبيرية تجلت في انتشار العلوم والفن والعمران كما في الزراعة والصناعة والهندسة المعمارية إبان تلك القرون التالية، مما جعل الأندلس آنذاك مُزدهرة ومركز إشعاع في أوروبا كلها ومحجة لكل طالبي العلم.
كانت المُحصلة إنتاج الكثير من أسماء الأماكن والأسماء وأسماء الأعلام والأفعال، إلا أن الأخيرة تُعد قليلة جدًا في الوقت الحالي، حيث تُقدر تقريبًا بسبعة أفعال أو أقل قليلًا، وبعض الصفات والظروف، وحرف الجر حتى؛ والذي يعكس بدوره ذلك التأثير الكبير والمهم، إلا أنه في الوقت نفسه، لم يُغير كثيرًا في البنية الرومانسية للغة.

## التاريخ

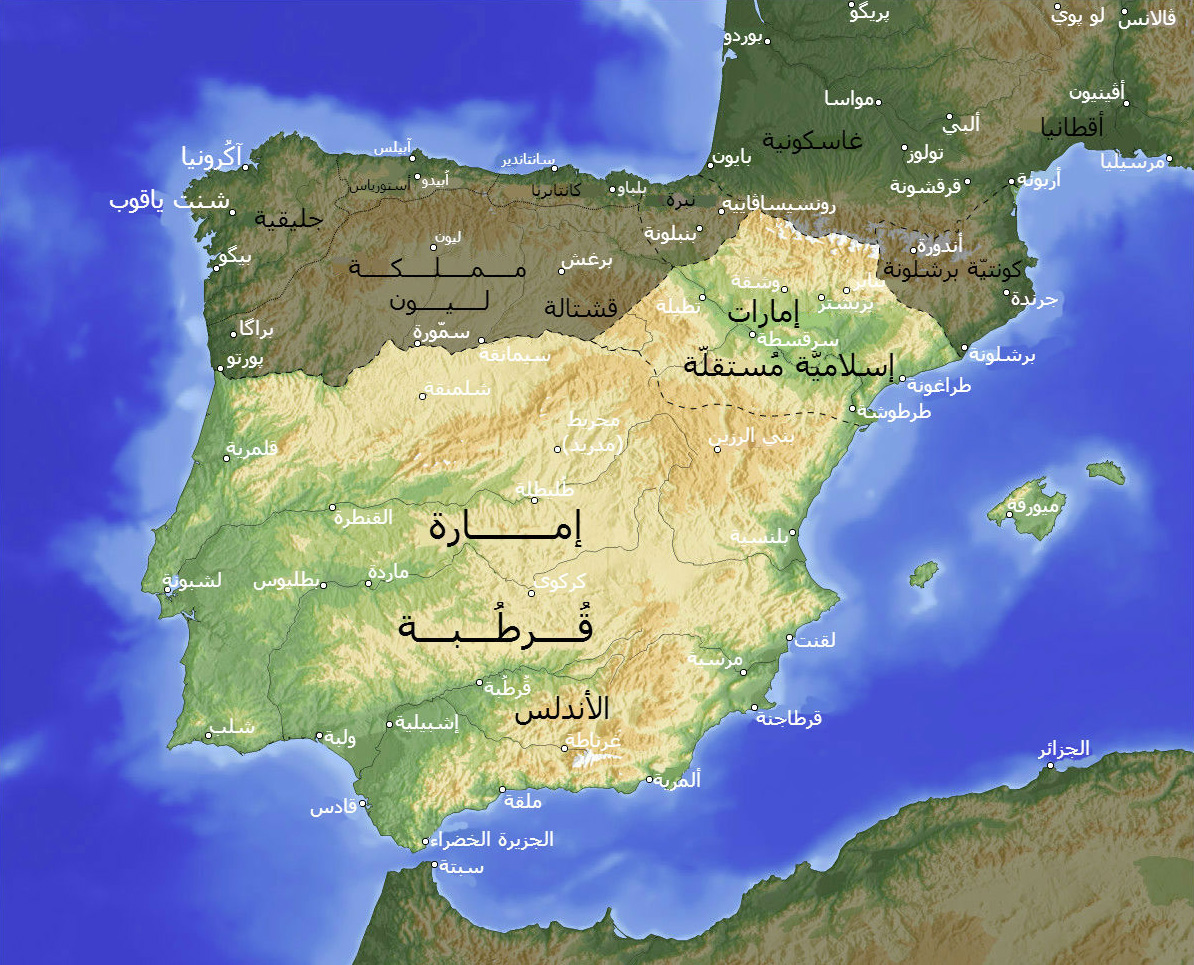
الأندلس حوالي سنة 910م.

انتهت الفتوحات الإسلامية في شمال أفريقيا إلى أن تخلَّق شُعوبًا عربية إسلامية في مصر والمغرب ما تزال حتى الآن تحتفظ بالثقافة العربية والإسلامية بها، ولكنها لم تنتهِ إلى مثل هذه النتيجة في صقلية، فعلى الرغم من قيام أمة عربية إسلامية في صقلية عاشت زهاء قرنين ونصف (1072-830م)، وقيام أمة عربية إسلامية في الأندلس عاشت زهاء ثمانية قرون (1492-711م)، إلا أن صقلّية وكذلك الأندلس ما لبثت إلا وأن عادت أرضًا أوروبيّة. اندثرت حضارة المسلمين في صقلّية، ولم يبقَ منها حتى اليوم سوى آثار ضئيلة، أما في إيبيريا، فقد تركت الحضارة الأندلسية في شبه الجزيرة الإيبيرية آثارًا عميقة في حياة الأمتين الإسبانية والبرتغالية وفي تكوينها العنصري والثقافي، وفي تقاليدها ولغاتها. ويرجع ذلك أولًا إلى المدى الزمني الطويل الذي عاشته الأمتان الأندلسية واللاتينية معًا في شبه الجزيرة، وثانيًا إلى الامتزاج القوي الذي تميزت به حياتهما المشتركة، وإلى التفاعل الحضاري العميق بين حضارتين عاشتا في أرض واحدة، وكانت الحضارة الأندلسية تمتاز بتفوقها المادي والأدبي على الحضارة الأخرى.
كانت المؤثرات الحضارية في جنوبي إسبانيا الواقعة فيما بين نهر الوادي الكبير والبحر المتوسط مثوى العناصر المُستقرة من الحضارة الأندلسية، وقد بقيت تحت حكم المسلمين ثمانية قرون، ولم تخرج من أيديهم إلا في نهاية القرن الخامس عشر الميلادي. وحتى بعد أن سقطت غرناطة، آخر القواعد الأندلسية في أيدي الإسبان سنة 1492م، فإن المؤثرات الحضارية الأندلسية بقيت تعمل عملها عصورًا أخرى، على يد بقايا الأمة الأندلسية المغلوبة، التي عرفت عندئذ بالموريسكيين أو العرب المُتنصرين.
تطوّرت الإسبانية في الأصل من اللغة القتشالية عن أصولها الرومانية، أو اللاتينية المحلية، وهي اللغة التي كانت سائدة في العصور الوسطى بين النصارى الإسبان، سواءً في الشمال، أو بين النصارى المُعاهدين المُستعربين وهم الأقليات النصرانية الإسبانية التي كانت تعيش في المدن الأندلسية الإسلامية، ولاسيما في القواعد الكبرى مثل قرطبة وبلنسية وجيان وإشبيلية. وقد كان من الطبيعي أن يقع التفاعل اللغوي بين العربية، وهي لغة الأكثرية المُسلمة، وبين الرومانش، وهي لغة الأقلية النصرانية، وأن ينقل المُسلمون بعض الألفاظ اللاتينية إلى لغة التخاطب فيما بينهم. وأن ينقل النصارى المُعاهدون كثيرًا من الألفاظ العربية إلى لغتهم الرومانش. وقد ظل هذا التأثير ينمو ويشتد ولاسيما بالنسبة للرومانش أو اللغة القتشالية فيما بعد. وهو ما يرجع إلى قوة المؤثرات الحضارية الأندلسية المُتفوقة، وإلى حاجة اللغة القتشالية إلى الاشتقاق من لغة أصحاب هذه الحضارة للتعبير عن كثير من الأشياء والمظاهر التي نقلت عنهم. وذلك سواءً في النُظم الإدارية أو العلوم أو الصناعة أو الزراعة أو العمارة أو غيرها.
ترك هذا الاشتقاق من العربية أثره القوي في اللغة القتشالية، واللغة الإسبانية هي اللغة اللاتينية الوحيدة التي يُوجد بين حروفها الخاء (J. ge. gi) والثاء (Z. ce. ci) وتتمثل في كلماتها بكثرة واضحة، وذلك على غرار ما هو حادث في الألفاظ العربية.
تُبرز كل اللغات الرومانسية في شبه الجزيرة الإيبيرية بعض تأثير اللهجة العربية الأندلسية، حيث كانت اللغة السائدة في المنطقة الإسلامية بشبه الجزيرة بدايةً من القرن التاسع أو العاشر. وفي العديد من المناطق، وخاصة في الحدود، تعايش الناس مُتحدثي اللغات العربية والرومانسية؛ وعلى ذلك، فقد تبادلت الممالك الإسلامية والمسيحية فيما بينهما العديد من المُعاملات التجارية والتُكنولوجية. وأدى هذا التداخل اللغوي ووجود أناس يتحدثون اللغتين ويتنقلون فيما بين المناطق إلى إنتاج حالات لغوية اجتماعية ذات تأثير مُتبادل.

### استخدام اللُغة العربيَّة في الأراضي المسيحيَّة الإيبيريَّة

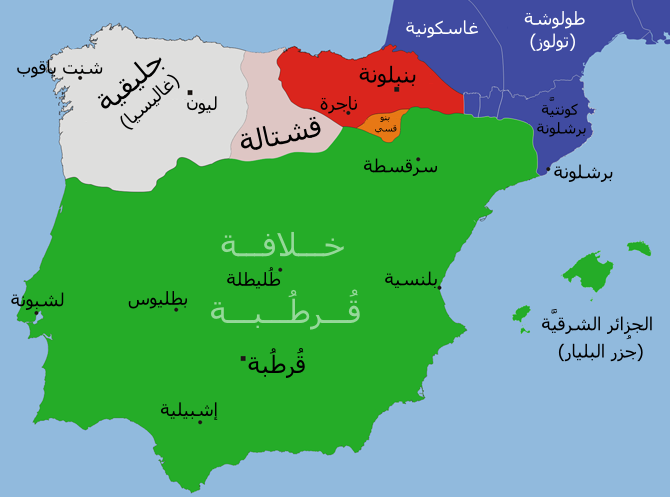
الأندلس والممالك المسيحيَّة المُجاورة حوالي سنة 1000م.

ظهرت اللغة الإسبانية المُعاصرة، والتي تُعرف رسميًا وعلى وجه التحديد بالقشتالية، في بادئ الأمر في مملكة قشتالة إبان تلك الحقبة التاريخية التي سيطر بها المُسلمون على جزء كبير من شبه الجزيرة الإيبيرية. وكان للغة القشتالية القديمة للمملكة أثر مُتزايد على أراضي المُسلمين حينئذ، حيث لم يتحدث بها أحد مُطلقًا، فيما هاجر المُستعربون، وهم المسيحيون الذين عاصروا وسكنوا تحت الحكم الإسلامي في الأندلس، الأراضي الأندلسية إلى الشمال خلال أوقات الاضطهاد الديني، وخاصةً نتيجة غزو المُرابطين في القرن الثاني عشر.
على الرغم من أن دراسة مدى تأثير وتغلغل اللغة العربية في الإسبانية لا يزال، حتى الآن، موضع نقاش أكاديمي، إلا أنه بات أمرًا مقبولًا وشائعًا استخدام النُخب المحلية للغة العربية، جنبًا إلى جنب مع اللهجات الرومانسية؛ والتي أثرت بدورها على اللهجات المحلية، والتي عُرفت باسم لهجات المُستعربين، حيث كانت أكثر تواترًا من اللهجات العامية.
ومع ذلك، فإنه يُعتقد أن فقط مملكة غرناطة آخر المعاقل الإسلامية بشبه الجزيرة في عهد سلالة بني الأحمر كانت مُعربة بالكامل بعد عدة قرون من الحكم الإسلامي.

### التأثير المُعجمي
يُسمَّى التأثير المعجمي للغة العربية على اللغة الإسبانية الـ«الأَرَبِسم» (بالإسبانية: Los arabismos). تشتمل الإسبانية، في كثير من الحالات، على ألفاظ لغوية من العربية واللاتينية بذات المعنى أو للإشارة حرفيًا لنفس الشيء. وقد ذُكرت بعض الأمثلة التي تُوضح تقديم المُصطلح ذو الأصل العربي مع نظيره ذو الاشتقاق اللاتيني؛ مثل: الزيتون أثييتونا وأوليبا، والزيت أثيتي وأوليو، والعقرب ألاكران وإسكوربيون والصداع خاكيكا وميجرانيا والحصالة ألكانثيا وأوتشا. وبهذا، يُمكن القول إن العنصر العربي شكل المادة الأكثر حضورًا والأكثر أهمية في معجم اللغة الإسبانية بعد اللاتينية على الأقل إلى غاية القرن السادس عشر حسب رفائيل لابيسا، وهو لغوي إسباني وكان أحد أعضاء المؤسسة المسؤولة عن تنظيم اللغة الإسبانية، ألا وهي الأكاديمية الملكية الإسبانية. كذلك، ذكر المُستشرقان أنجلمان ودوزي في كتابهما «معجم المفردات الإسبانية والبرتغالية المشتقة من اللغة العربية» أن الكلمات العربية الموجودة في اللغة الإسبانية تُعادل ربع كلمات اللغة الإسبانية المُعاصرة. ومن أقدم المُحاولات لرصد آثار اللغة العربية في اللغتين الإسبانية والبرتغالية ما قام به فرانثيسكو مارينا حين أحصى الألفاظ القشتالية ذات الأصل العربي الـمُختصر وذلك سنة 1805، يليه مُؤلف أنجلمان ودوزي سالف الذِكر، ثم المُؤلف المُعنون «معجم اشتقاقي للكلمات الإسبانية ذات الأصول الشرقية» الصادر سنة 1886. ومن الدراسات التفصيلية التي كتبت مُبكرًا دراسة المستشرق ليفي بروفنسال عن أثر اللغة العربية في اللغة الإسبانية وهو في أصله محاضرة ألقاها في الجامعة المصرية سنة 1938 وقرر فيها أن اللغة الإسبانية وجدت نفسها «مُضطرة» على أن تأخذ من اللغة العربية لتستطيع التعبير عن المفاهيم الجديدة وبخاصة في مجال النُظم والمُؤسسات والحياة الخاصة. ويُشير المُستشرق مونتغمري واط إلى أبعاد التأثير اللغوي للعربية في فنون الملاحة والمنتوجات الزراعية والمعادن في ضروب حياة الترف، فيُؤكد أن أكثر أسماء الآلات الموسيقية من أصل عربي مثل العود والقيثارة والربابة والنقارة. ومع هذا التداخل بين اللغة العربية واللغتين الإسبانية والبرتغالية، يقرر عباس محمود العقاد أن هذه المفردات تملأ مُعجمًا غير صغير، ولكنه يرى أن العبرة ليست بدخولها في صفحات المعاجم ولكن بدخولها في الحياة الاجتماعية والمقاصد النفسية لأنها لم تتمثل على الألسنة إلا بعد أن تمثلت في أحوال ونوازع الإحساس والتفكير. ويقول المُستشرق الإسباني خوان برنيط في كتابه المعنون «المسلمون الإسبان»: «من العسير جدًا أن نُحدد مدى التأثير الإسلامي في شبه الجزيرة الإيبيرية، ذلك أن الأندلس كانت دائمًا هدفًا للهجرات الشرقية مما يكون له أثره فيما قبل الإسلام بكثير على أن هناك أشياء ماثلة لا يمكن الشك في أنها إسلامية، وذلك ما هو موجود في اللغة من ألفاظ وتعبيرات». كذلك، أكّد الرّوائي العالمي خوان غويتيسولو والكاتب الإسباني أنطونيو غالا، وقبلهما شيخ المُستشرقين الإسبان إميليو غارثيا غوميث، وكذلك الباحث الإسباني بيدرو مارتينث مونتابيث وسواهم أنّه يستحيل فهم واستيعاب تاريخ إسبانيا وثقافتها ولغتها على العموم فهمًا واستيعابًا حقيقيين، من دون معرفة اللغة العربية وثقافتها. كما أشار مونتابيث إلى تأثير العربية في سياق بناء الجملة الإسبانية في حد ذاتها، ومنها مثلًا الأفعال الانعكاسية التي تشابه تمامًا المبني للمجهول الذي يستعمله العرب كثيرًا في طريقة كلامهم وحتى في صياغة الفكرة نفسها.
لكون جنوب إسبانيا مركزًا لسيطرة المسلمين، فإن تأثير اللغة المُستعربية كان، بشكل جلي، أكثر وُضوحًا في اللغات واللهجات الجنوبية بشبه الجزيرة عن نظيرتها الشمالية. ومع ذلك، فإن تأثير اللغة العربية على القطلونية كان قليلًا، ويرجع ذلك إلى توقف تقدم المُسلمين عقب معركة بلاط الشهداء عام 732 بقيادة قارلة (شارل مارتل) وتشكُل الثغر الإسباني لاحقًا. ومع ذلك، فإن ظهور بعض الأماكن ذات الأصل العربي في مناطق تاج أرغون قديمًا يرجع إلى غزوهم في وقت لاحق. وفي عام 2014، اقترح رئيس إقليم قطلونيا على المغرب تعليم اللغة العربية في المدارس، حيث ارتباط هذه المناطق ثقافيًا منذ العصور الوسطى.
وقد أُخذت بعض الكلمات أيضًا خلال القرنين التاسع عشر والعشرين من اللغة المُتواترة في المغرب، ولم يكن ذلك فقط نتيجة للقرب المكاني النسبي بين البلدين، حيث يفصلها مضيق جبل طارق، ولكن أيضًا للحماية الإسبانية على الكثير من الأراضي المغربية، كما الحال بالمثل بالنسبة للصحراء الغربية. فإنه من غير المعروف أصل الكثير من المُصطلحات الشفهية المُستخدمة في الوقت الحالي كونها قد اشتقت أم أتت من العربية. إلا أنه هناك العديد من التعبيرات الواضحة المُشتقة من العربية مثل مرحبًا والقهوة ونرد وحتى اللفظ النمطي أوليه، المُستخدم في كثير في المحافل كمصارعة الثيران من جانب والاحتفالات من جانب آخر.

### التأثير غير المُعجمي
تأثيرُ اللُغة العربيَّة على الإسبانية من الجهة غير المُعجميَّة قليلٌ نوعًا ما، فأغلب تأثيرات العربيَّة على الإسبانيَّة مُتعلِّقة بِالمفردات، وأكثر هذه التعبيرات شهرة: "ojalá" التي اشتُّقت من الجملة العربية: «إن شاء الله»، والكلمة لا تزال تُستخدَمُ كثيرًا في إسبانيا وأمريكا اللاتينية. كذلك، طال التأثير نسبة الشخص إلى مكان أو بلد معين، فالنسبة للعرب عربي والنسبة للإسبان إسباني في اللغة العربية بإضافة الحرف «ي» إلى نهاية الكلمة، وكذلك الحال في اللغة الإسبانية فإضافة الحرف "í" إلى نهاية كلمةٍ معيَّنة يُستدل به على النسبة إلى هذه الكلمة؛ فالصفة "Andalusí" على سبيل المثال تدلُّ على شخص ما من الأندلُس، و"Marbellí" تدلُّ على شخص ما من مربلة.

## مسرد الكلمات الإسبانيَّة ذات الأصل العربي
تُوجد في اللغة الإسبانية كلمات كثيرة جدًا ترجع إلى أصول عربية، ومن بينها التعابير والمُصطلحات في أسماء الزهر والمحاصيل وأصحاب الحرف والأماكن والمباني. ومن القواعد المُسلَّم بها أن كل كلمة إسبانية تبدأ بـ«ال» (Al) هي عربية الأصل تبدأ بأداة التعريف العربية:
- A/AL: زيت (aceite)، زيتون (aceituna)، مطحنة دقيق (aceña)، ساقية (acequia)، جمرك (aduana)، شطرنج (ajedrez)، حصان أو فرس ذو شعر بلون القرفة (Alazán)، ريحان (albahaca)، خزانة (Alacena)، أنبيق (Alambique)، مجرى تصريف (albañal)، عامل بناء (albañil)، البيطار (Albeitar)، البركة (Alberca)، البحيرة (Albuhera)، خرشوف (Alcachofa)، القنطرة (Alcantra)، القصبات (Alcazaba)، قصر (Alcázar)، كحول (alcohol)، الحجام (Alfageme)، الفخار (Alfarero)، سجاد (alfombra)، خروب (Algarroba)، جبر (álgebra)، قطن (algodón)، حناء (Alheña)، جعبة (aljaba)، الجب (Aljibe)، مخزن (Almacén)، مضربة (Almadraba)، معصرة زيت (almazara)، وسادة (almohada)، مزاد (almoneda)، القرية (Alquería)، الزهر (Alzahar)، الريحان (Arrayan)، أرز (Arroz)، طبل (atabal)، زهر البرتقال (azahar)، زعفران (Azafrán)، سكر (Azúcar)، سوسنة (azucena)، السد أو الحاجز (Azud).
- B: خُف/مداس (babucha)، فروة غنم (badana)، مطب (badén)، دلو/ سطل (balde)، بحري/طائر من رتبة صقريات الشكل (baharí)، تافه/مُبتذل (baladí)، مصطبة (bancal)، حي سكني (barrio)، عباءة/ روب (bata)، آلة للقماش (batán)، بلوط (bellota)، باذنجان (berenjena)، بورق (bórax)، شمعة احتراق (bujía).
- C: قهوة (café)، كافراريا البريطانية (Cafrería Británica)، جلفاط (calafate)، كاليبر/ عيار/ قدمة ذات الورنية محدد قياس (calafate)، قند (Candé)، قرمزي (carmesí)، كيل للحبوب (celemín)، حاشية للزخرفة (cenefa)، سمت الرأس (cenit).
- D: زهر النرد (dado)، خنجر (daga)، مُتكأ (كنبه) (diván)، دانتي (dante)، غير مُتناسب/مُنتظم (destartalado)، دينار (dinar).[12][13][14]
- E: سمك مُخلل (escabeche)، إكسير (elixir)، إلش (elche)، فَصّ (engarzar)، مربّع (في رقعة الشطرنج) (escaque).
- F: فقير (faquir)، شعرية (fideo)[15]،[16] فوث (foz)، أطرى (falagar) استخدام قديم، حاليًا halagar،falagar ضريبة كان يدفعها العرب واليهود في الممالك المسيحية (farda)،[17] فُلان (fulano).
- G: غرناطي (granadí)،[18] غنيمة (galima)،[19] رقم (guarismo)، مِعطف (gabán)، كسول (gandul).
- H: حشيش (hachís)، بطولة (hazaña)، حتى (hasta)، هَلُمَّ (¡hala!).
- I: إمام/مُرشد[20][21] (imam/Imán)،[22] إسلام (islam)، إملاء (imela).[23]
- J: شراب (jarabe)، فارس (jinete)، زرافة (jirafa)، جرة (jarra)، اسم رقصة أو منطوق حرف الـ J (jota)، أحدب (joroba).
- K: قرمز (kermes).
- L: عود (laúd)، ليمون (limón)، ليمون حلو (lima)،[24] طلاء لك (laca)، ليلى (leila)، نحاس أصفر (latón).
- M: ريال مُرابطيّ (maravedí)، مكة (Meca)، سجن مُظلم (mazmorra)، بخيل أو دنيء (mezquino)، مسجد (mezquita).
- N: عرق اللؤلؤ (nácar)، طبلة (nácara)، قفا (nuca)، عجلة/ساقية (noria)، برتقالي (naranja)، بنو نصر (nazarí).
- O: أوليه (للترحيب والتشجيع) (olé)، ياليت/ إن شاء الله (ojalá)، بخور عطرية (olíbano)، رغل ملحي (orzaga).
- Q: قنطار (quintal)،[25] قيراط (quilate).[26]
- R: رهينة (rehén)، الربض (arrabal)، دفع ومثابرة للقيام ومواصلة الأعمال التجارية (rasmia)،[27] روبية (rubia)،[28] ركن/زاوية (rincón).
- S: بطيخ أحمر (sandía)، ساروف (serafín)،[29][30] سلطان (sultán)، مشروب مُثلج (sorbete)، ريح عاتية (siroco).
- T: برزخ (tabique)،[31] فنجان (taza)،[32][33][34] طبلة (tambor)، تالك (talco)، طائفة (taifa)، تخت (tarima).
- U: عالم (ulema).
- V: حقيبة (valija)، وزير (visir)، ولي (valí).
- Y: الياسمين (Jazmines).
- Z: جزر اِسفاناريجا (zanahoria)،[35][36][37] سوق (zoco)، خشن/فظ (zafío)، إنسان بليد/ قطعة خشب (zoquete)،[38] ثُمالة (zurrapa).

### التعابير والمُصطلحات النِّظامية والعَسكريَّة
- أرسنال/ترسانة (Arsenal) يرجع أصلها إلى الكلمة العربية دار الصناعة والتي تعني ورشة عمل، على الرغم من كونها تُشير في الوقت الحالي إلى مُستودع الأسلحة والذخيرة والمُعدات العسكرية الأخرى.
- الأمين (Alamin).
- الفارس (Alférez) جاءت من الكلمة العربية الفارس والتي تُشير إلى رتبة أقل في ضباط الجيش في عدة قوات مسلحة.[39][40]
- القاضي-العمدة (Alcalde).
- القائد-الحاكم (Alcaide).
- المُخابر (Almogávar) هو اللفظ المُستخدم لجماعات ساراسين المُسلحة الذين شاركوا في عمليات النهب والهجمات المُفاجئة في الأندلس خلال القرن العاشر. وجاءت من المُصطلح العربي المُغاور أو المُناوش وهم أولئك الذين يُثيرون أعمال الشغب ويبدؤون بالاحتكاك مع العدو.[41]
- المُشرف (Almojarife).
- الموحدون (almohades) هي سلالة أمازيغية حكمت بلاد المغرب والجزائر وتونس وليبيا والأندلس ما بين (1121-1269م). أسسها أتباع حركة محمد بن تومرت واستطاع عبد المؤمن بن علي الكومي أن يستحوذ على كامل إفريقية حتى تونس وليبيا عام 1160م والأندلس (46-1154م). اشتُق اسمهم من المعنى الداعي إلى الاعتراف بالله وحده.[ِ 12]
- الوزير (Alguacil).
- بنو سراج (Abencerraje) اسم سلف من العائلات الغرناطية من أصل عربي التي يُروى عنها أنها نالت منصباً مهماً في دولة بني الأحمر في القرن الخامس عشر. برز جدهم يوسف السراج شيخ القبيلة في عهد محمد الثاني ملك غرناطة الملقب بالمستعين وقد ساعد ابنُ السراج هذا الملكَ في استرداد ملكه الذي حرم منه ثلاث مرات. ويُمكن بوضوح رؤية دورهم الذي لعبوه في الفترة الأخيرة من حكم بني الأحمر في شبه الجزيرة في المسلسل التلفزيوني إسابيل.[42]
- سيد (Cid) ويُشار به إلى شخصيةٍ تاريخيةٍ إسبانيةٍ باسم رودريجو دياث دي بيبار المُلقب بـإل السيد والذي يعني الرجل القوي والشجاع جداً.[43]
- قاتل (Asesino) حيث اشتُقت من العربية وكُتبت على شكل ḥaššāšīn[44] وكانت تُشير إلى مُدمني القنب الهندي. [ترجع نسبة الكلمة إلى طائفة «الحشاشين» (الإنجليزية: Assassins) وهم فرقةٌ باطنيةٌ خفيّةٌ اشتهرت أواخر العصر العباسي وأوائل العصر المملوكي بالاغتيالات السياسية، فأثارت الرعب، وأثارت حولها الشائعات، ومنها أن أفرادها كانوا يتعاطون الحشيش (القنب الهندي) حتى غلبت النسبة إليه على اسمهم الأصلي وهو «الإسماعيلية النزارية»، ومن هنا تسربت أثناء الحروب الصليبية إلى اللغات اللاتينية والجرمانية Assassin بمعنى «قاتل، مُغتال»]، وتُشير في الوقت الحالي إلى امرئٍ عدواني أو عدائي أو ضار يقتل شخصاً مع سبق الإصرار أو الغدر.
- مملوك (Mameluco): «مملوك» في العربية أصلها صفةٌ للعبدِ على وزن اسم المفعول من الجذر «مَلَكَ» أي «العبد المملوك»، ومع الزمن استعيض بالصفة عن الموصوف فصارت الصفة «مملوك» تدل على العبد. وتأتي واحدة من الصور الواضحة عن المملوكين في لوحة المعركة مع المماليك لجويا الموجودة في متحف ديل برادو في مدريد.[45]

### المناطق الجُغرافيَّة الإيبيريَّة
يتضح جليًا تأثير اللغة العربية في أسماء الأماكن بشبه الجزيرة الإيبيرية أكثر من اللغات الرومانسية الأخرى بها. فهناك المئات إن لم يكن الألاف من أسماء الأماكن المُستمدة من اللغة العربية بما في ذلك المُقاطعات والأقاليم والمدن والبلديات والبلدات والقرى وحتى الأحياء والشوارع. كما أنها تشمل المعالم الجغرافية مثل الجبال والمُرتفعات والوديان والأنهار. فأسماء المواقع الجغرافية المُستمدة من اللغة العربية شائعة في إسبانيا كلها، بما في ذلك الجزء الأكبر من شمال البلاد، باستثناء المناطق التي لم تكن تخضع للحكم الإسلامي أو كانت تحت حكمه فترةً قصيرةَ الأجل. وتشمل هذه المناطق جاليسيا والساحل الشمالي أي أستورياس وكانتابريا وإقليم الباسك، وكذلك معظم قطلونيا ونابارا وشمال أرغون. ومن بين المناطق التي تشيع بها أسماء الأصل العربي يظهر الساحل الشرقي أي بلنسية ومرسية ومنطقة الأندلس. وفي البرتغال، يلاحظ انتشار الأسماء الجغرافية العربية في جنوب البلاد. وكانت هذه الأسماء الجغرافية التي حافظت على اسمها قبل الإسلام قد تعربَّت إبان الفترة الإسلامية، ولُوحظ أثر نطق الأصوات العربية القديمة أو الشائعة حيث اشتُقت الأسماء الحديثة مثل هيسباليس وإشبيلية وسيبيا. وفيما يلي بعض أشهر أسماء الأماكن المعروفة بشبه الجزيرة:
- بنو الرزين أو البراسين أو البرازين (Albarracín) هي بلدة في شرق إسبانيا، عاصمة الناحية الطبيعية سيرا دي البراسين، في مقاطعة تيروال التي تنتمي إلى منطقة أراغون ذاتية الحكم. اشتُقت من اللغة العربية من سلالة بني رزين التي حكمت المنطقة أثناء عهد الطوائف.[46][47]
- البسيط (Albacete) هي مدينة تقع في وسط إسبانيا وعاصمة مقاطعة البسيط التابعة لمنطقة كاستيا لا مانتشا. اشتُق الاسم من اللغة العربية، حيث سماها العرب بالبسيط حينما استوطنوها في إشارة منهم إلى السهل الذي يُميز جغرافية المكان.[48][49][50]
- ألكالا أو القلعة (Alcalá): جاءت من اللفظ العربي القلعة[51] وتحمل عدة بلديات إسبانية الاسم ذاته. وعلى سبيل المثال تبرُز ألكالا دي إيناريس وألكالا دي جوادايرا وألكالا دي لوس جاثوليس وألكالا ديل ريو. كما يُحتمل أن تكون بعض البلدات اشتقت الاسم منه كحال سانتا أولايا ديل كالا بمقاطعة ولبة على سبيل المثال.
- الكوليا (Alcolea): بلدية تقع في مقاطعة قرطبة. وجاءت من أسبنة كلمة «القُلَيْعَة» وهي تصغير لكلمة القلعة.[52][53]
- الغرب (Algarve): هي منطقة واقعة في أقصى جنوب البرتغال، وجاءت من المُصطلح العربي الغرب أو غرب الأندلس.[54][55]
- الجزيرة الخضراء أو ألخِثيراس (Algeciras): هي إحدى بلديات مقاطعة قادس، التي تقع في أندلوسيا جنوب إسبانيا. جاءت تسميتها الحالية أثناء فترة الحكم الإسلامي لشبه الجزيرة.[56][ِ 15]
- قمة المنصور (Pico Almanzor): اسمه الحقيقي هو بلاثا المورو المنصور وهو أعلى جبل في وسط إسبانيا، ويقع ضمن جبال سييرا دي جريدوس في مقاطعة آبلة. اتخذ الجبل اسمه من اسم القائد المُسلم المنصور بن أبي عامر حاجب خلافة قرطبة خلال القرن العاشر الميلادي. وتقول الأسطورة إن المنصور كان أول من تسلق الجبل[57] على فرسه.[58]
- لا المارتشا (La Almarcha): وجاءت من المرجة أو المروج أو الأراضي الرطبة، وهي إحدى بلديات مقاطعة قونكة بإسبانيا.[59][60]
- ألمرية (Almería): هي مدينة أندلسية تقع في جنوب شرق إسبانيا وعاصمة مقاطعة المرية. جاء اسمها من وظيفتها إذ كانت تتخذ مرأى ومرصدًا لمدينة بيتشاينا،[61] وهناك قول آخر في سبب تسميتها وهو أن المدينة سميت بالمرآية (من كلمة المرآة) لأن المدينة ومعالمها تنعكس على المياه من حولها وكأنها مرآة.[62][63]
- ألوفيرا (Alovera): هي بلدية تقع في مقاطعة جوادالاخارا وسط إسبانيا. وجاءت من العربي الأندلسي الحوايرا أو الدردار.[64][65]
- البشرات (La Alpujarra/las Alpujarras): هي منطقة تاريخية غير ساحلية في جنوب إسبانيا، تقع جنوب جبال سييرا نيفادا، حيث يقع القسم الغربي منها في مقاطعة غرناطة، فيما يقع القسم الشرقي منها في مقاطعة المرية. جاءت من العربية بمعنى أرض العشب أو أراضٍ الرعي.[66]
- أندلوسيا (Andalucía): هي المنطقة الأكثر اكتظاظًا بالسكان. تقع في جنوب إسبانيا، وعاصمتها هي إشبيلية. وقُسمت المنطقة إلى ثمانٍ مُقاطعات: وهي ولبة وإشبيلية والمرية وقرطبة ومالقة وخاين وغرناطة وقادس. اشتُق اسمها من الأندلس، الاسم العربي لشبه الجزيرة الإيبيرية إبان الفتح الإسلامي.[67]
- لا أكساركيا أو أخاركيا (La Axarquía/Ajarquía):[68] هي المنطقة الشرقية من مقاطعة ولبة في أندلوسيا. وجاءت من العربية الشرقية والتي تعني المنطقة الشرقية أو من ناحية الشرق.[69][70]
- أثوكيكا دي إيناريس (Azuqueca de Henares): بلدية تقع في مقاطعة جوادالاخارا واشتُقت من العربية السكة أو الزقاق أو السوق.[71]
- بطليوس أو بادخوس (Badajoz): هي مدينة إسبانية تقع في إكستريمادورا بالقرب من الحدود البرتغالية، أسسها عبد الرحمن بن محمد بن مروان. وكانت عاصمة دولة بنو الأفطس. اشتُقت من العربية بطليوس،[ِ 16][72] وأسماها الرومان القُدامى باكس أوجوستا.[73]
- جبل طارق (Gibraltar): هي منطقة حكم ذاتي تابعة للتاج البريطاني، تقع في أقصى جنوب شبه جزيرة الإيبيرية على منطقة صخرية مُتوغلة في مياه البحر الأبيض المتوسط. تُسمى محليًا بـ خبرالتار، وهو تحريف لاسم جبل طارق على اسم أمير مدينة طنجة طارق بن زياد في القرن الأول الهجري.[ِ 17][74]
- جوادالاخارا (Guadalajara): هي مدينة تقع في وسط إسبانيا، وعاصمة مُقاطعة جوادالاخارا التابعة لمنطقة كاستيا لا مانتشا. وجاء الاسم بمثابة تحريف للاسم العربي وادي الحجارة. وحرفيًا تعني نهر أو وادي الحجر.[75] وقيل سابقًا عنها إنها جاءت من اشتقاق لفظ أزنالفاراش من قبل المُؤرخ الإخباري أحمد بن محمد الرازي،[76] أو من مدينة الفرج.[ِ 18][77][78]
- الوادي الكبير أو النهر الكبير (Guadalquivir): هو نهر إسباني يجري في منطقة الأندلس ويصب في المحيط الأطلسي غرب مضيق جبل طارق. أطلق عليه المسلمون تسميته الحالية.[79][80]
- نهر جوادالوبي (Río Guadalupe): ينبع من بلدية جوادالوبي بقصرش ويصب في نهر يانة. هو الرافد الأيمن لنهر إبرة الكبير. جاء اسمه هجينًا بين كلمة وادٍ باللغة العربية ولُب باللاتينية ليكون وادي لُبّ [81] والتي تعني نهر الذئاب.[46][82][83]
- وادي آش (Guadix): هي بلدة تقع على نهر فردس شمال شرق غرناطة. وأطلق العرب عليها اسم وادي العيش أي وادي الحياة، وذلك بسب سهلها الخصب الواسع.[79][84]
- نهر يانة أو الوادي اليانع[ِ 19] أو نهر بَطَلْيُوس[ِ 20] (Guadiana): هو أعرض نهر بشبه الجزيرة الإيبيرية، ينبع من وسط إسبانيا ويصب في المحيط الأطلسي على الحدود الإسبانية البرتغالية. جاء اسمه، في بادئ الأمر، من اللاتينية ليكون وادي آنا أو نهر البط،[85] إلى أن استبدل المسلمون لفظ نهر بوادي،[86] ليُعرف على شاكلته حتى هذه اللحظة.[87]
- إيناريس (Río Henares): هو نهر إيناريس أو وادي الحجارة في وسط إسبانيا.[ِ 21] وهو رافد على يسار نهر الخاراما، وبالتالي نهر تاجة.[88] واشتُق من النهر بالعربية.[89][90]
- خابالكون (Jabalcón): جبل في ثوخار بمقاطعة غرناطة. جاء من العربية من جبل الكحل أو الإِثْمِد أو الأنتيمون.[91]
- خاين (Jaén): مدينة وعاصمة مقاطعة خاين تقع في جنوب إسبانيا وفي الشمال الغربي منطقة أندلوسيا. أسماها العرب جيّان.[ِ 22][92][93][94]
- سييرا دي جافالامبر (Sierra de Javalambre): هي مرتفع جبلي في أرغون إلى جنوب مقاطعة تيروال. اشتُقت من العربية جبل وهامر أي أحمر.[95] كما يُحتمل أن تكون التسمية قد جاءت من جبل عمرو.[46][96]
- مدريد (Madrid): كان أول اسم مُوثق عن مدريد هو ما جاء في الحقبة الأندلسية وهو مجريط، حيث تشكلت مجريط من جزئين، أولهما مجرى وهو عربي ويُشير إلى مجرى المياه وثانيهما إيتو وهو لاتيني ويعني الوفرة، وأن مجريط تعني مجارٍ المياه الوفيرة، وهو ما يميز المدينة ويصفها في ذلك الوقت.[97][98][99][100][ِ 23]
- لا مالاء (La Malahá): هي بلدية تقع في مقاطعة غرناطة جنوب إسبانيا. جاءت من العربية المليحة أو المَلْحاء، نسبة إلى الملاحات الموجودة في تلك المدينة في غرناطة.[101]
- لا مانتشا (La Mancha): اسم تاريخي للسهوب القاحلة الواسعة التي تغطي جزءًا كبيرًا من مقاطعات البسيط وثيوداد ريال وقونكة وطليطلة. جاء اسمها من العربية من  لا ما-أنكسا، والتي تعني حرفيًا بدون ماء.[102]
- مدينة الزهراء (Medina Azahara): هي مدينة أندلسية، تقع غرب قرطبة شمال نهر الوادي الكبير ومن تأسيس الخليفة الأموي عبد الرحمن الناصر. ازدهرت لنحو 80 عامًا، ثم هجرها أهلها من جند قرطبة خلال ثورة الأمازيغ.[ِ 24][103]
- مدينة سالم (Medinaceli): هي بلدية في مقاطعة سوريا في إسبانيا. جاء اسمها نسبة إلى بني سالم من قبيلة مصمودة[ِ 25] الذين استقروا في ذلك الموضع في القرن الثامن الميلادي.[ِ 26][104][105]
- شذونة (Medina-Sidonia): بلدة بمقاطعة قادس بجنوب إسبانيا. اشتُقت اسمها من العربية.[ِ 27]
- جبل مولاي الحسن (Mulhacén): هو ثاني أعلى جبل في إسبانيا بعد تيد والأعلى في شبه الجزيرة الإيبيرية. يُوجد ضمن سلسلة سييرا نيفادا. وسُمي نسبة إلى أبي الحسن علي أو مولاي الحسن آخر ملوك غرناطة المسلمين في القرن 15 الذي قيل أنه دفن على قمة الجبل.[106][107]
- مرسية (Murcia): هي مدينة تقع في جنوب شرق إسبانيا على ضفاف نهر شقورة وعاصمة منطقة مرسية. أسسها عبد الرحمن الداخل عام 825م. جاءت من العربية مَرفأ أو مرسية.[ِ 28]
- الثغرة (La Sagra): منطقة قاحلة بين طليطلة ومدريد. وجاءت من العربية الثغرة أي الحدود.[108]
- جزيرة طَرِيْف (Tarifa): هي جزيرة صغيرة محصَّنة في بحر الزقاق بمضيق جبل طارق، تقع في منطقة قادس.[109] وأُطلق عليها وعلى المدينة اسم القائد الفاتح طريف بن مالك.[ِ 29][110]
- أُبَّدة (Úbeda): هي بلدية تقع في مقاطعة خاين جنوب إسبانيا. اشتُقت من العربية أُبَّدَة الْعَرَب.[111]
- بلد الوليد (Valladolid): هي مدينة تقع في وسط إسبانيا، وعاصمة مقاطعة بلد الوليد. اشتهرت باسم بلد الوليد إبان الحكم الإسلامي لإسبانيا نسبة للخليفة الأموي الوليد بن عبد الملك.[ِ 30][112]
- رأس طرف الغار (Cabo Trafalgar): هي قمة صخرية جبلية على الساحل الإسباني في منطقة قادش. جاء أصلها من العربية طرف الغار.[113][114]
- ثوخار (Zújar): هي بلدية تقع في مقاطعة غرناطة جنوب إسبانيا. جاءت من العربية صخور.

## الأسماء والألقاب

### الأسماء
يُعدا ألمودينا (من عذراء ألمودينا، شفيعة مدريد بإسبانيا) وفاطمة (من سيدة فاطمة) أسماء إسبانية شائعة مُتجذرة في تقاليد البلد الكاثوليكي، ولكنهما يشتركان في أصل الاشتقاق العربي في أسماء الأماكن ذات الأهمية الدينية. جوادالوبي هو اسم موجود في جميع أنحاء البلدان الناطقة بالإسبانية، وبشكل خاص في المكسيك، التي تشاركها هذه الميزة.
أصبح هناك عدد قليل من الأسماء ذات الأصل العربي الشائعة في البلدان الناطقة بالإسبانية. في إسبانيا، يتزامن ذلك مع وضعية أكثر مُرونة للأسماء غير الكاثوليكية، والتي كانت مُحبطة للغاية خلال العقود الأولى من الديكتاتورية الفرانكوية. اشتلمت الأسماء العربية التي كانت موجودة في إسبانيا لسنوات عديدة على عمر أو ثريا. كما أصبح اسم زائدة شائعًا إلى حد ما، ربما بعد زائدة زوجة الفتح بن المعتمد أولًا ثم ألفونسو السادس في القرن الحادي عشر. وحمل عدد من شوارع إسبانيا اسم هذه الأميرة المُسلمة. كما أصبح زهيرة وزايرا شائعين إلى حد ما.

### الألقاب
كانت الأسماء من الأصل العربي غير المُباشر شائعة، مثل المَدِينَةُ المُنَوَّرَة وألمونيا وجواداراما والقائد، وكانت في الغالب تُشير إلى أسماء جغرافية أو مهن، ولكنها ليس لها أصل عربي صريح. هناك عدد قليل من الألقاب العربية تدل صراحة على البروز الإسلامي. ويرجع ذلك إلى أنه في القرنين الخامس والسادس عشر كان مطلوبًا من الأقليات الدينية تغيير ألقابها عقب تعميدها هربًا من الاضطهاد. وعلى وجه التحديد، اضطر المسلمون إلى تحويل واعتماد الألقاب المسيحية بسلسلة من المراسيم الملكية في القرن السادس عشر. فعلى سبيل المثال، اضطر القائد الموريسكي محمد بن أمية إلى تبديل اسمه بعد أن عُمد، فأصبح «فيرناندو دي قرطبة إيه بالور». وخلافًا للقاعدة العامة، فإن اللقب مولاي، الذي لا يزال حاضرًا في الجنوب الشرقي الإسباني وتم الحفاظ عليه نتيجة إلى نسبه النبيل، يُعد نادرًا للغاية.

## المُصطلحات المُزيفة

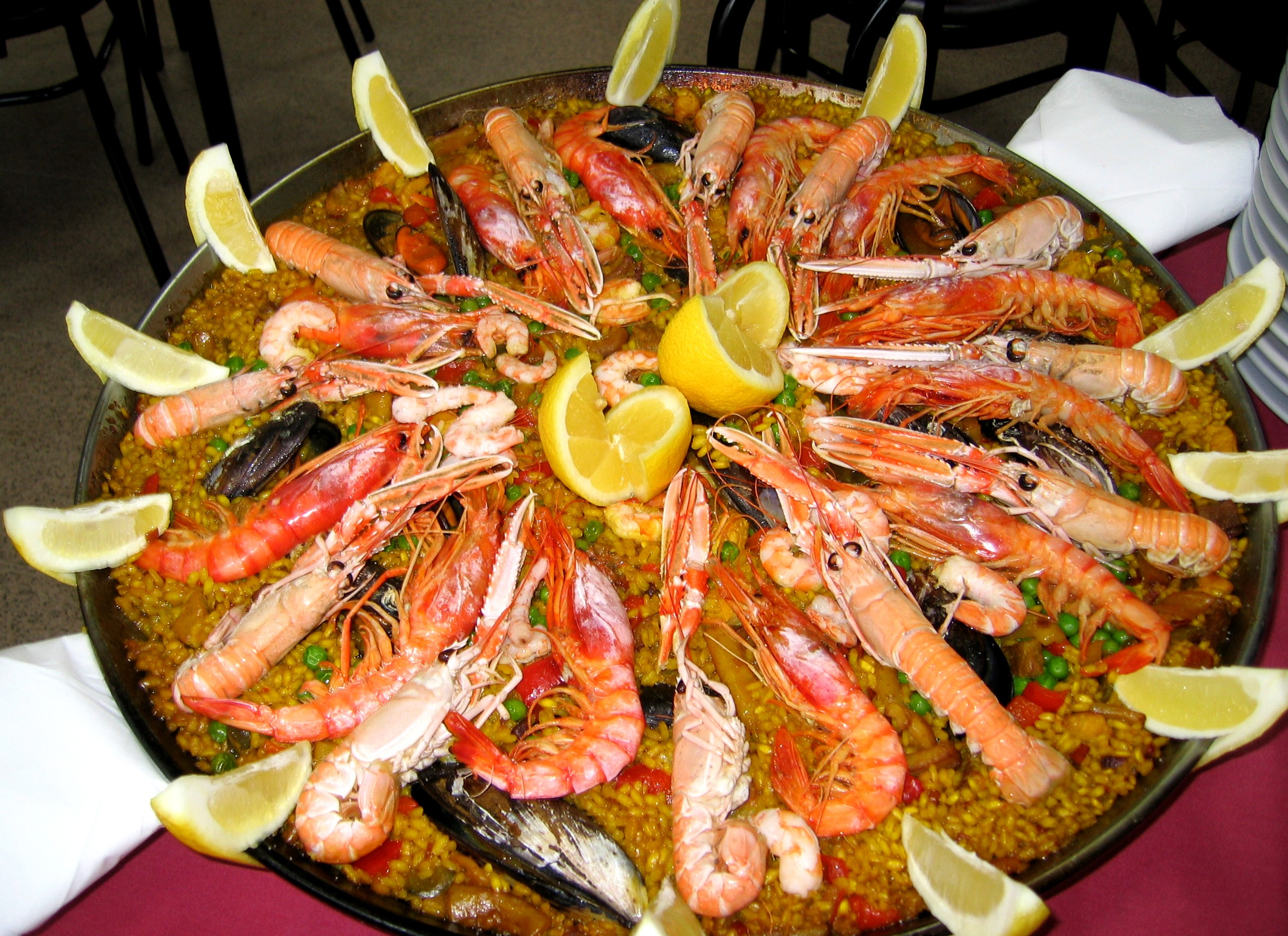
طبق باييا.

هناك مُصادفة في الأنظمة الصوتية للغتين العربية والإسبانية الحديثة في وجود الفونيمات /θ، x/ في حرفي الثاء والخاء في كليهما المُتمثلين في حروف z & j وث وخ. يُعد كلا الصوتان نادرين في اللغات الرومانسية، وهذا هو السبب الذي أعزى إليه بعض الكتاب تطور الإسبانية الحديثة بفضل تأثير العربية عليها. ولم يتقبل أغلب الكتاب هذا التفسير، كونه قد تم إقحام هذين الصوتين في الإسبانية فقط بدايةً من القرن السادس عشر، عندما تلاشى تأثير اللغة العربية، ومع تطور التغيرات الصوتية السابقة التي بدأت مع فقدان مُعارضة صِفة الصَوت الرَنّان للفونيمات ذات الصفير. وهكذا تطورت أصوات إسبانية القرون الوسطى /ʦ, ʣ/ إلى /s̪̺/ ثم لاحقًا إلى /θ/. ولم يُفعل هذا التغير الأخير في أمريكا اللاتينية أو أندلوسيا، في حين تطورت الأصوات /š, ž/ إلى /š/ ومنها إلى /x/. وبدأ هذا التطور في القرن الخامس عشر، ولا يبدو أن له أي علاقة مع الركيزة العربية؛ في الواقع، في بعض مناطق المغرب، فإن الصوت θ لا يُنطق كما في الإسبانية، ولكن مثل [ʦ]، والذي يُعد نُطقًا أجنبيًا عن الإسبانية الحديثة.
- أداة التعريف el بالإسبانية el/la/los/las، شأنها شأن أدوات التعريف الأخرى في اللغات الرومانسية، اشتقت أصلها من اللاتينية ille/illa/illud. وفي هذه الحالة، يُعد التشابه مع العربية محض صدفة.
- حضرتك Usted: هو الضمير الشخصي الثالث نحويًا والثاني دلاليًا، حيث يُستخدم في صيغة التأدب. اشتُق من اختصار الشكل القديم لصيغة Vuestra merced، حيث تبدو في اللغة الإسبانية vosted، والقطلونية vostè. وعُدت Usted من الشكل المُتبقي من عدد من المُتغيرات المُستخدمة في عصر النهضة الإسبانية مثل Usté, Uced, Vuesa Merced, Vuesarced, Vusted, Su Merced, Vuesasted or Voaced.[122] فيما تبدو إمكانية وجود صلة مع الكلمة العربية أوستاد أي ما يعني مستر/ بروفيسر/ دكتور بعيدة جدًا.
- بايـيا Paella: إعتُقد، في بعض الدول العربية، أنها جاءت من البقية العربية أو ما يُعرف بالبقايا.[123] يتشابه النُطق الإسباني للباييا مع النُطق العربي للبقية، ولا سيما عندما يُنطق حرف القاف بالأخير بشكل صامت في عدد من اللهجات العربية الشرقية، مما يُوحي بالتشابه. ومع ذلك، فتعددت الأقاويل عن أصل كلمة باييا: فهناك القول الزاعم بأنها من أصل بلنسي كما جاء في قاموس الأكاديمية الملكية الإسبانية؛[124][125] وهناك القول الآخر بأنها كلمة كاتالونية من الأصل اللاتيني،[126][127] وتُشير إلى الخبز الذي يتم طهيه، مع الكلمات المُشتركة في الإسبانية والإيطالية والفرنسية بادييا، باديلا وبويل.[128]

## شهادات العُلماء والكُتَّاب

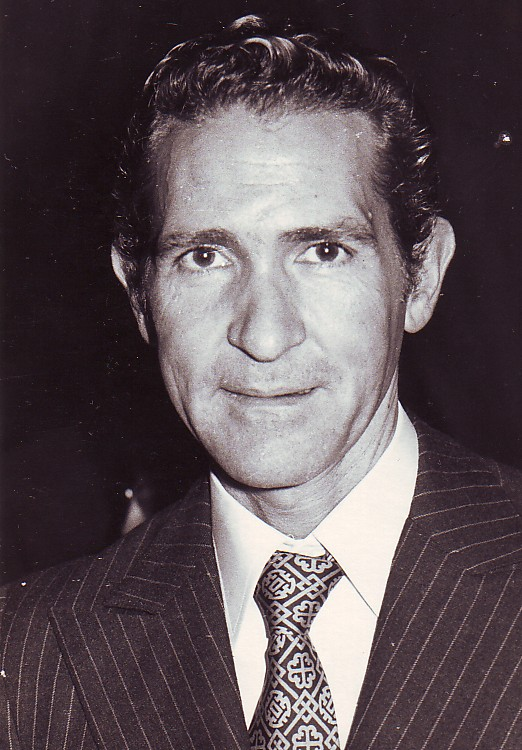
الباحث والكاتب الإسباني أنطونيو غالا. اعتبر أنَّ اللُغة العربيَّة أصلٌ أساسيّ لِلُغة الإسبانيَّة المُعاصرة.

يقول الكاتب أنطونيو غالا في معرض حديثه عن التأثير الكبير لِلُغة العربيَّة في اللغة الإسبانيَّة: «إنّ الإسبانيَّة تنحدر من فرعين، أولهما اللُغة اللاتينيَّة وثانيهما اللُغة العربيَّة. فإذا ما سُئلت "ما هي الأندلُس؟" لقُلت إنها عصيرٌ غازيٌ يُساعد على هضم كل ما يُعطَى لها حتى لو كان حجرًا، فقد جرت من هنا مُختلف الثقافات بِكُل معارفها، وعُلُومها، ولهذا فإنَّ الثقافة الأندلُسية هي من أغنى الثقافات تنوّعًا وإشعاعًا. بعد المُلُوك الكاثوليك، جاءت محاكم التفتيش الفظيعة في أعقاب ما سمّي بـ«حروب الاسترداد» التي تركت جُروحًا عميقة في الجسم الإسباني، وهذه الجُرُوح لم تلتئم حتى اليوم، فإسبانيا ظلَّت هي ذَنَب أوروبَّا غير المسلوخ، هي أوروبَّا كذلك، ولكن بطريقةٍ أخرى، فهناك جبال البرانس التي توصد الأبواب بيننا وبين العالم الأوروبي، وهُناك البحر من الأسفل، فإسبانيا وكأنها تشكل قدَرًا جُغرافيًّا، وهي ممرّ أوروبا نحو أفريقيا. ولِإسبانيا اليوم سفاراتان كبيرتان ينبغي لها أن توليهما أهميَّة خاصة، وهما العالم الإسلامي، والعالم الأمريكي فقد أورثها التاريخ هذه المهمّة الصعبة، وهي إذا لم تضطلع بهذا الدّور، فإنما هي تخون نفسها، وتخون شعبها والتاريخ». ويقول غالا أيضًا إن الإسبانية في نظره، هي لغتان أو فرعان، فرع ينحدر من اللغة اللاتينية، وفرع آخر ينحدر من اللغة العربية لدرجة «تبعث القشعريرة في الجسم». كما أشار إلى أن أجمل المعاني والأشياء في إسبانيا هي من الحضارة العربية الإسلاميَّة: «كلّ هذه الأشياء التي نفخر بها نحن اليوم في إسبانيا، تأتي وتنحدر من اللغة العربية، وهذا لم يحدث من باب الصدفة أو الاعتباط، فالمُسلمون أقاموا في هذه الديار زهاء ثمانية قُرُون، وظللنا نحن نُحاربهم ثمانية قُرُون لإخراجهم، وطردهم من شبه الجزيرة الأيبيريَّة. فكيف يُمكن للمرء أن يحاربَ نفسَه.. !؟ ذلك أن الإسلام كان قد تغلغل في روح كُلّ إسباني، فبدون إسلام لا يمكن فهم إسبانيا وتاريخها وحضارتها، ولا كلّ ما هو إسباني، بل لا يمكننا أن نفهم حتى اللُغة الإسبانيَّة ذاتها».
كذلك، يشير الكاتب الإسباني الكبير خوان غويتيسولو إلى التمازج بين اللغتين العربية والإسبانية بقوله: «إنّ إستيعابي وتمثلي للفضول الأوروبي الشّره، جعلني أتحوّل شيئًا فشيئًا إلى مواطن إسباني من نوعٍ آخر، عاشق لأنماط الحياة والثقافات واللغات من مختلف المناطق الجغرافية. لا ينحصر عشقي وإعجابي وَوَلَهِي بكيبيدو، أو غونغورا، أو ستيرن،أو فولتير، أو مالارميه، أو جْوِيسْ، بل يتعدّاه كذلك إلى ابن عربي، وأبي نوّاس، وابن حزم، وإلى التركي جلال الدين الرومي مولانا. إن هناك عوامل إيجابية، وطاقات إبداعية هائلة مختلفة من كلّ نوع لهؤلاء وأولئك على حدّ سواء، فعندما يكلّف المرء نفسه عناء تعلّم لغة صعبة جدا مثل اللغة العربية وقد جاوز السبعين من عمره، فإنه ينبغي أن يكون هناك دواع عميقة جدًّا لذلك، والحقيقة أن الدواعي موجودة. فأنا أعتقد أنه يستحيل فهم الثقافة الإسبانية وهضمها بشكل شامل ودقيق دون استيعاب التراث الإسلامي وثقافته، ومعرفة اللّغة العربية، وكلما دخلت في هذه الثقافة، وتعمّقت في هذه اللغة، تأكد لي بشكل جليّ قيمة وأهمية ما ورثناه عن تلك القرون للوجود الإسلامي في شبه الجزيرة الأيبيرية».
يؤكد الباحث المكسيكي أنطونيو ألاتورّي صاحب كتاب «ألف سنة وسنة من تاريخ اللغة الإسبانية» أنه عندما عمد إلى كتابة الفصل المُتعلق بتأثير الحضارة واللغة العربيتين في اللغة الإسبانية، وصار ينقّب في الوثائق والمراجع تيقن له أنّ شيئًا غير عادي كان يحدث له، حيثُ وجد نفسه يربط التاريخ باللغة. ويضيف: «لقد بهرني العهد المتعلق بوجود العرب والمُسلمين في إسبانيا، بل إنني شعرت بانجذاب كبير نحو هذا العهد، وأنّ أبرز ما استرعى انتباهي، وسيطر على مجامعي في هذا العهد العربي الزَّاهر هو التسامح، فالمُسلمون بعد أن استقروا في إسبانيا لم يكونوا ذوي عصبيَّة، بل إنهم جعلوا مبدأ التسامح دينهم، فساد هذا المبدأ في إسبانيا إبّان وجودهم بها، كان الناس يعيشون في رغد ورفاهية من العيش، لدرجة ان كثيرًا من سُكَّان إسبانيا القُدامى وجدوا طريقة الحياة العربيَّة مُريحة وجميلة، وكان دينهم أقل تعقيدًا من المسيحيَّة، واتّسمت مظاهر العيش بالرقيّ والازدهار في مختلف مناحي الحياة». ويضيف ألاتورّي: «إنَّ هُناك شهادة الفيض الهائل من الكلمات العربيَّة التي دخلت واستقرّت في اللغة الإسبانيَّة ليس قهرًا ولا قسرًا، بل لقد تقبَّلها الناس طواعيَّةً واختيارًا».

### بِاللُغة العربيَّة
1. ↑  الكُزبري، سلمى الحفَّار (الإثنين 16 تشرين الثاني (نوفمبر) 2009). "ربع مفردات اللغة الإسبانية من أصول عربية". ديوان العرب. مؤرشف من الأصل في 21 تمُّوز (يوليو) 2017. اطلع عليه بتاريخ 21 تمُّوز (يوليو) 2017. {{استشهاد ويب}}: تحقق من التاريخ في: |تاريخ الوصول=، |تاريخ=، و|تاريخ أرشيف= (مساعدة)
2. 1 2 3 4  عنان، محمد عبدالله (شعبان، 1386هـ.). مجلة قافلة الزيت (مجلة القافلة حاليّاً): أثر اللغة العربية في اللغة الأسبانية (ط. 147). مؤرشف من الأصل في 2017-11-30. اطلع عليه بتاريخ 21 تمّوز، 2017م. {{استشهاد بكتاب}}: تحقق من التاريخ في: |تاريخ الوصول= و|تاريخ= (مساعدة)
3. ↑  فخر الدين، سميرة. "تأثير اللغة العربية في اللغة الإسبانية. الجزء الثالث: المعجم". أندلُسي. مؤرشف من الأصل في 27 أبريل 2018. اطلع عليه بتاريخ 25 آب (أغسطس) 2017. {{استشهاد ويب}}: تحقق من التاريخ في: |تاريخ الوصول= (مساعدة)
4. ↑  السيِّد، علاءُ الدين (24 أيَّار (مايو) 2015). "كلمات ومصطلحات عربية في غالبية لغات العالم". ساسة بوست. مؤرشف من الأصل في 25 آب (أغسطس) 2017. اطلع عليه بتاريخ 25 آب (أغسطس) 2017. {{استشهاد ويب}}: تحقق من التاريخ في: |تاريخ الوصول=، |تاريخ=، و|تاريخ أرشيف= (مساعدة)، |الأخير= باسم عام (مساعدة)، وروابط خارجية في |الأخير= (مساعدة)
5. ↑  "المحاولات لرصد آثار اللغة العربية في اللغتين الإسبانية والبرتغالية". مؤرشف من الأصل في 21 أبريل 2020. اطلع عليه بتاريخ 26 آب (أغسطس) 2017. {{استشهاد ويب}}: تحقق من التاريخ في: |تاريخ الوصول= (مساعدة)صيانة الاستشهاد: BOT: original URL status unknown (link)
6. ↑  زناتي، أنور محمود (السبت 26 أغسطس 2017 ميلادي - 3 ذو الحجة 1438 هجري). "اللغة العربية والتواصل الحضاري". صحيفة اللغة العربية. مؤرشف من الأصل في 25 أغسطس 2017. اطلع عليه بتاريخ 26 آب (أغسطس) 2017. {{استشهاد ويب}}: تحقق من التاريخ في: |تاريخ الوصول= و|تاريخ= (مساعدة)
7. ↑  خطّابي، محمّد محمّد (30 آب (أغسطس) 2016). "اللغة العربيّة ومدىَ تأثيرها في لغة سيرفانتيس". القدس العربي. مؤرشف من الأصل في 26 آب (أغسطس) 2017. اطلع عليه بتاريخ 26 آب (أغسطس) 2017. {{استشهاد ويب}}: تحقق من التاريخ في: |تاريخ الوصول=، |تاريخ=، و|تاريخ أرشيف= (مساعدة)
8. ↑  شقير، ميسون (15 تشرين الأول (أكتوبر) 2014). "بيدرو مارتينث مونتابيث: اللغة العربية أعمق من الإسبانية وهي الحاملة لها". صحيفة العرب، العدد: 9708. ص. 14. مؤرشف من الأصل في 26 آب (أغسطس) 2017. اطلع عليه بتاريخ 26 آب (أغسطس) 2017. {{استشهاد ويب}}: تحقق من التاريخ في: |تاريخ الوصول=، |تاريخ=، و|تاريخ أرشيف= (مساعدة)
9. ↑  روث، سلمى (6 ذو الحجة 1433هـ - 22 أكتوبر 2012). "بقايا الوجود العربي في اللغة الإسبانية". شبكة الألوكة. مؤرشف من الأصل في 17 نوفمبر 2017. اطلع عليه بتاريخ 17 نوفمبر 2017. {{استشهاد ويب}}: تحقق من التاريخ في: |تاريخ الوصول=، |تاريخ=، و|تاريخ أرشيف= (مساعدة)
10. ↑  الألفاظ المشتركة بين اللغات كدليل على التواصل بين الشعوب (اللغة الإسبانية نموذجًا) – بقلم الدكتور أنور محمود زناتي نسخة محفوظة 2 أكتوبر 2018 على موقع واي باك مشين.
11. ↑  "هل تعلم أنك عندما تتكلّم العربية، تتكلّم الإسبانية أيضًا؟". رصيف 22. 18 كانون الأول (ديسمبر) 2016. مؤرشف من الأصل في 25 آب (أغسطس) 2017. اطلع عليه بتاريخ 25 آب (أغسطس) 2017. {{استشهاد ويب}}: تحقق من التاريخ في: |تاريخ الوصول=، |تاريخ=، و|تاريخ أرشيف= (مساعدة)
12. ↑  "الموحدون/بنو عبد المؤمن". مؤرشف من الأصل في 2018-09-14.
13. ↑  
مُلحق بأسماء الأماكن ذات الأصل العربي نسخة محفوظة 12 مايو 2017 على موقع واي باك مشين.
14. ↑  أشهر المدن الأندلسية نسخة محفوظة 6 نوفمبر 2017 على موقع واي باك مشين.
15. ↑  تقويم البلدان (172-173) ومعجم البلدان (3/99)
16. ↑  معجم البلدان (1/217) وتقويم البلدان (173-174)
17. ↑  نفح الطيب (1/159-160)
18. ↑  معجم البلدان (7/355) وتقويم البلدان (178-179)
19. ↑  نهر يانة وهو نهر ماردة وبطليوس، وعليه حصن مارتلة المشهور بالمنعة والحصانة». الإدريسي، نزهة المشتاق في اختراق الآفاق
20. ↑  «مارتلة: على نهر بطليوس بجزيرة الأندلس، منها الزاهد موسى بن عمران المارتلي، اشتهر في إشبيلية بالصلاح». الحميري، الروض المعطار في خبر الأقطار
21. ↑  «قال ابن حوقل: ومدينة الحجارة بالقرب من مدينة سالم. قال ابن سعيد: وفي شرقي طليطلة مدينة الفرج ويقال لنهرها وادي الحجارة وفي شرقيها ميدنة سالم.» أبو الفداء، تقويم البلدان، ص 178-179.
22. ↑  تقويم البلدان (174 - 175) ومعجم البلدان (3/ 185 - 186) وجغرافية الأندلس وأوروبا (64)
23. ↑  
مدريد.. تاريخ عربي يلفه النسيان نسخة محفوظة 05 سبتمبر 2017 على موقع واي باك مشين.
24. ↑  
مدينة الزهراء .. أعجوبة الأندلس نسخة محفوظة 6 يونيو 2017 على موقع واي باك مشين.
25. ↑  جمهرة أنساب العرب، لابن حزم، دار المعارف، الطبعة الخامسة 1982، ص501
26. ↑  معجم البلدان (5/11) وتقويم البلدان (178-179)
27. ↑  معجم البلدان (5/244) وجغرافية الأندلس وأوروبا (125 و127)
28. ↑  تقويم البلدان (178 - 179) ومعجم البلدان (8/ 54 - 25)
29. ↑  تقويم البلدان (169 و188)
30. ↑  تقويم البلدان (174-175)
31. 1 2 3 4  خطَّابي، مُحمَّد مُحمَّد (5 يوليو 2014). "لغة «سرفانتيس» تحتفل بأمجادها: العربية مكوِّن أساسي في اللغة الاسبانية الحيّة". القدس العربي. مؤرشف من الأصل في 17 نوفمبر 2017. اطلع عليه بتاريخ 17 نوفمبر 2017. {{استشهاد ويب}}: تحقق من التاريخ في: |تاريخ الوصول=، |تاريخ=، و|تاريخ أرشيف= (مساعدة)

### بِلُغاتٍ أجنبيَّة
1. ↑  "La extraordinaria riqueza de nuestros arabismos" Centro Virtual Cervantes نسخة محفوظة 10 مارس 2018 على موقع واي باك مشين.
2. 1 2 3  INFLUENCIA DEL ÁRABE EN EL ESPAÑOL نسخة محفوظة 16 أكتوبر 2017 على موقع واي باك مشين.
3. ↑  ¿CUÁL HA SIDO LA INFLUENCIA DEL ÁRABE EN EL ESPAÑOL? نسخة محفوظة 30 يوليو 2017 على موقع واي باك مشين.
4. ↑  Influencias del árabe en el español نسخة محفوظة 07 مايو 2014 على موقع واي باك مشين.
5. ↑  Influencia árabe en la cultura española. La influencia árabe en España empieza en el año 711, con la llegada de los primeros árabes a la península ibérica نسخة محفوظة 20 أكتوبر 2017 على موقع واي باك مشين.
6. ↑  La extraordinaria riqueza de nuestros arabismos نسخة محفوظة 10 مارس 2018 على موقع واي باك مشين.
7. 1 2 3  La influencia del árabe en el español نسخة محفوظة 21 سبتمبر 2017 على موقع واي باك مشين.
8. ↑  ERANO EN LA HISTÓRIA EXCLUSIVA نسخة محفوظة 21 سبتمبر 2017 على موقع واي باك مشين.
9. ↑  HISTORIA DEL REINADO NAZARÍ EN GRANADA نسخة محفوظة 21 أكتوبر 2017 على موقع واي باك مشين.
10. ↑  La Generalitat ofrece a Marruecos regentar el islam en Cataluña نسخة محفوظة 24 سبتمبر 2017 على موقع واي باك مشين.
11. ↑  ARABIC INFLUENCE IN SPANISH LANGUAGE نسخة محفوظة 04 أكتوبر 2017 على موقع واي باك مشين.
12. ↑  dinar Del ár. clás. dīnār نسخة محفوظة 01 ديسمبر 2017 على موقع واي باك مشين.
13. ↑  Definicion y etimologia de dinar - que es, significado y concepto نسخة محفوظة 01 ديسمبر 2017 على موقع واي باك مشين.
14. ↑  ETIMOLOGÍA DE LA PALABRA DINAR نسخة محفوظة 22 أبريل 2016 على موقع واي باك مشين.
15. ↑  fideo نسخة محفوظة 01 ديسمبر 2017 على موقع واي باك مشين.
16. ↑  El discutido origen del fideo نسخة محفوظة 01 ديسمبر 2017 على موقع واي باك مشين.
17. ↑  farda نسخة محفوظة 26 أبريل 2020 على موقع واي باك مشين.
18. ↑  granadí نسخة محفوظة 08 نوفمبر 2017 على موقع واي باك مشين.
19. ↑  galima نسخة محفوظة 08 نوفمبر 2017 على موقع واي باك مشين.
20. ↑  IMÁN نسخة محفوظة 01 ديسمبر 2017 على موقع واي باك مشين.
21. ↑  Significado y origen de Iman نسخة محفوظة 01 ديسمبر 2017 على موقع واي باك مشين.
22. ↑  imán Tb. imam. نسخة محفوظة 12 مارس 2020 على موقع واي باك مشين.
23. ↑  imela نسخة محفوظة 08 نوفمبر 2017 على موقع واي باك مشين.
24. ↑  lima نسخة محفوظة 08 نوفمبر 2017 على موقع واي باك مشين.
25. ↑  quintal نسخة محفوظة 08 نوفمبر 2017 على موقع واي باك مشين.
26. ↑  quilate نسخة محفوظة 08 نوفمبر 2017 على موقع واي باك مشين.
27. ↑  rasmia نسخة محفوظة 08 نوفمبر 2017 على موقع واي باك مشين.
28. ↑  Del ár. rūbiyah, este del persa rupiye, este del hindi rupīyā, y este del sánscr. rûpya 'plata' نسخة محفوظة 26 أبريل 2020 على موقع واي باك مشين.
29. ↑  Serafín نسخة محفوظة 08 نوفمبر 2017 على موقع واي باك مشين.
30. ↑  serafín نسخة محفوظة 12 مارس 2020 على موقع واي باك مشين.
31. ↑  tabique نسخة محفوظة 08 نوفمبر 2017 على موقع واي باك مشين.
32. ↑  TAZA نسخة محفوظة 01 ديسمبر 2017 على موقع واي باك مشين.
33. ↑  taza نسخة محفوظة 08 نوفمبر 2017 على موقع واي باك مشين.
34. ↑  ETIMOLOGÍA DE LA PALABRA TAZA نسخة محفوظة 24 مارس 2016 على موقع واي باك مشين.
35. ↑  zanahoria Del ár. hisp. *safunnárya نسخة محفوظة 04 أكتوبر 2017 على موقع واي باك مشين.
36. ↑  zanahoria نسخة محفوظة 01 ديسمبر 2017 على موقع واي باك مشين.
37. ↑  ETIMOLOGÍA DE LA PALABRA ZANAHORIA نسخة محفوظة 07 نوفمبر 2016 على موقع واي باك مشين.
38. ↑  zoquete نسخة محفوظة 08 نوفمبر 2017 على موقع واي باك مشين.
39. ↑  alférez نسخة محفوظة 14 نوفمبر 2017 على موقع واي باك مشين.
40. ↑  Los alumnos de las academias militares de oficiales españolas, cuyo plan de estudios desde 2009 se estructura en cinco cursos (con doble titulación militar/civil), a partir del tercero (inclusive) ostentan la graduación de Alférez, con la denominación de Caballero Alférez Cadete. Al superar estos estudios y graduarse, adquieren el empleo de teniente y pasan ya a unidades operativas
41. ↑  Boya Balet, Ángel (2014). La compañía de los almogávares en Grecia. Madrid: Liber Factory. pp. 17,18. ISBN 978-84-9949-641-2.
42. ↑  Más Isabel - ¿Quiénes eran los abencerrajes? نسخة محفوظة 14 نوفمبر 2017 على موقع واي باك مشين.
43. ↑  Alberto Montaner Frutos, «Introducción» al número Rodericus Campidoctor: literatura latina y materia cidiana temprana de e-Spania نسخة محفوظة 02 ديسمبر 2017 على موقع واي باك مشين.
44. ↑  Del ár. ḥaššāšīn 'adictos al cáñamo indio' نسخة محفوظة 05 سبتمبر 2017 على موقع واي باك مشين.
45. ↑  Francisco de Goya. «La lucha de los mamelucos» نسخة محفوظة 06 أكتوبر 2014 على موقع واي باك مشين.
46. 1 2 3 4  TOPONIMIA DE ORIGEN ÁRABE DE ENTIDADES DE POBLACIÓN Y DE CARÁCTER MACROGEOGRÁFICO · J. L. Corral Lafuente نسخة محفوظة 06 ديسمبر 2016 على موقع واي باك مشين.
47. ↑  Celdrán, Pancracio (2006). Diccionario de topónimos españoles y sus gentilicios. Espasa. ISBN 84-670-0146-1
48. ↑  DICCIONARIO DE GENTILICIOS Y SEUDOGENTILICIOS DE LA PROVINCIA DE ALBACETE نسخة محفوظة 04 مارس 2016 على موقع واي باك مشين.
49. ↑  El origen etimológico del nombre de la ciudad نسخة محفوظة 14 نوفمبر 2017 على موقع واي باك مشين.
50. ↑  «Sobre la etimología de Albacete». Juan Antonio Pacheco Paniagua نسخة محفوظة 22 يناير 2016 على موقع واي باك مشين.
51. ↑  Alcalá نسخة محفوظة 14 نوفمبر 2017 على موقع واي باك مشين.
52. ↑  AGENCIAS DE VIAJES EN ALCOLEA نسخة محفوظة 14 نوفمبر 2017 على موقع واي باك مشين.
53. ↑  Alcolea نسخة محفوظة 14 نوفمبر 2017 على موقع واي باك مشين.
54. ↑  Algarve نسخة محفوظة 14 نوفمبر 2017 على موقع واي باك مشين.
55. ↑  Algarve نسخة محفوظة 15 نوفمبر 2017 على موقع واي باك مشين.
56. ↑  Boletin de la Real Academia de la Historia. TOMO CXCIII. NUMERO II. AÑO 1996. pp. 210,233
57. ↑  Editorial Alpina (2008). Mapa y guía excursionista de la Sierra de Gredos. Alpina. ISBN 978-84-8090-309-7.p. 27
58. ↑  González Canalejo, Antonino (2011). «Gredos: naturaleza y literatura». República de las Letras: revista literaria de la Asociación Colegial de Escritores (120): 5-20. ISSN 1133-2158. p. 3
59. ↑  Asín, Oliver (1945). «El árabe mary en el vocabulario y en la toponimia de España». Boletín de la Real Academia Española (Madrid) (XXIV): 151-176
60. ↑  Salas Parrilla, Miguel. (1986) El proceso de villazgo de La Almarcha, Cuenca, 1986. p. 14
61. ↑  "Ayuntamiento de Almería - Historia de Almería". مؤرشف من الأصل في 2009-04-25. {{استشهاد ويب}}: |archive-date= / |archive-url= timestamp mismatch (مساعدة)، الوسيط غير المعروف |تاريخ_الوصول= تم تجاهله (مساعدة)، والوسيط غير المعروف |رابط الأرشفة= تم تجاهله (مساعدة)
62. ↑  Tapia Garrido, José Ángel: Historia general de Almería y su provincia, vol. 5. Almería: Cajalmería, 1991
63. ↑  Madoz, Pascual: Diccionario geográfico-estadístico-histórico de España y sus posesiones de ultramar. Madrid, 1849. Pág. 153
64. ↑  Miguel Asín Palacios: Contribución a la toponimia árabe de España. Consejo Superior de Investigaciones Científicas, Patronato Menéndez y Pelayo, Instituto Benito Arias Montano, 1944. p 72
65. ↑  Emilio Alarcos Llorach: Apuntaciones sobre toponimia riojana. Revista Berceo, nº 16, 1950
66. ↑  Luis Vargas Alejo. LA INSUSTANCIAL VIDA DE UN HOMBRE COMUN Y CORRIENTE.p. 374 نسخة محفوظة 14 نوفمبر 2017 على موقع واي باك مشين.
67. ↑  Antonio Arjona Castro. Andalucía musulmana: estructura político-administrativa. Monte de Piedad y Caja de Ahorros de Córdoba, 1980.p> 13 نسخة محفوظة 14 نوفمبر 2017 على موقع واي باك مشين.
68. ↑  Leopoldo de Eguílaz y Yanguas. Glosario etimológico de las palabras españolas (castellanas, catalanas, gallegas, mallorquinas, portuguesas, valencianas y bascongadas). De origen oriental (árabe, hebreo, malayo, persa y turco). Georg Olms Verlag, 1886. p. 312 نسخة محفوظة 15 نوفمبر 2017 على موقع واي باك مشين.
69. ↑  jarquía نسخة محفوظة 15 نوفمبر 2017 على موقع واي باك مشين.
70. ↑  La Axarquía, escondida y misteriosa نسخة محفوظة 15 نوفمبر 2017 على موقع واي باك مشين.
71. ↑  CELDRÁN, Pancracio. Diccionario de topónimos españoles y sus gentilicios. Espasa Calpe. Madrid, 2002. ISBN 84-670-0146-1
72. ↑  EL TOPÓNIMO BADAJOZ نسخة محفوظة 09 يناير 2018 على موقع واي باك مشين.
73. ↑  Pascual Madoz. Diccionario geográfico-estadístico-histórico de España y sus posesiones de ultramar, Volumen 3. Est. Literario-Tipográfico de P. Madoz y L. Sagasti. 1830. p. 256 نسخة محفوظة 15 نوفمبر 2017 على موقع واي باك مشين.
74. ↑  «History of Gibraltar». Government of Gibraltar نسخة محفوظة 21 أبريل 2020 على موقع واي باك مشين.
75. ↑  Union européenne des arabisants et islamisants. Congress. Actas del XVI congreso de l'Union européenne d'arabisants et d'islamisants, Salamanca 1992, Volumen 16. Editorial CSIC - CSIC Press, 1995. p. 534 نسخة محفوظة 26 يناير 2020 على موقع واي باك مشين.
76. ↑  Excavaciones arqueológicas en el Alcázar de Guadalajara (2ª campaña) نسخة محفوظة 15 نوفمبر 2017 على موقع واي باك مشين.
77. ↑  Onomástica árabo-beréber en la toponimia de Castilla-La Mancha: Guadalajara نسخة محفوظة 16 نوفمبر 2017 على موقع واي باك مشين. [وصلة مكسورة]
78. ↑  Boletin de la Real Academia de la Historia. TOMO CLXXXVII. NUMERO I. AÑO 1990. p. 14 نسخة محفوظة 15 نوفمبر 2017 على موقع واي باك مشين.
79. 1 2  Guadalquivir نسخة محفوظة 15 نوفمبر 2017 على موقع واي باك مشين.
80. ↑  Francisco Villar Liébana (2000). Indoeuropeos y no indoeuropeos en la Hispania prerromana: las poblaciones y las lenguas de Andalucía, Cataluña y Aragón según la información que nos proporciona la toponimia. Salamanca: Ediciones Universidad Salamanca. p. 152 نسخة محفوظة 15 نوفمبر 2017 على موقع واي باك مشين.
81. ↑  Wuad al luben - El misterio de la Virgen de Guadalupe - Páginas Árabes [وصلة مكسورة] نسخة محفوظة 1 يوليو 2017 على موقع واي باك مشين.
82. ↑  Guadalupe: ¿de dónde proviene el nombre? نسخة محفوظة 15 نوفمبر 2017 على موقع واي باك مشين. [وصلة مكسورة]
83. ↑  Guadalupe نسخة محفوظة 15 نوفمبر 2017 على موقع واي باك مشين.
84. ↑  “Guadix” del árabe “Wadi Ish” نسخة محفوظة 16 نوفمبر 2017 على موقع واي باك مشين.
85. ↑  Comentarios a la guerra civil de Julio César, libro I, XXXVIII
86. ↑  F. Corriente (1991): Diccionario Árabe-Español, 3ª edición, Ed. Herder, ISBN 84-254-1763-5
87. ↑  Blázquez, José María (1975). "Topónimos romanos de España y su equivalencia actual". España. مؤرشف من الأصل في 19 de junio de 2014. اطلع عليه بتاريخ 2007. {{استشهاد ويب}}: تحقق من التاريخ في: |تاريخ الوصول= و|تاريخ أرشيف= (مساعدة) والوسيط غير المعروف |دار نشر= تم تجاهله (مساعدة)
88. ↑  Introducción al Río Henares. Proyecto Río Henares نسخة محفوظة 23 أكتوبر 2017 على موقع واي باك مشين.
89. ↑  NOMBRE DEL RÍO HENARES EN LA ANTIGÜEDAD نسخة محفوظة 15 نوفمبر 2017 على موقع واي باك مشين.
90. ↑  RÍOS DE MADRID EN LA ANTIGÜEDAD نسخة محفوظة 15 نوفمبر 2017 على موقع واي باك مشين.
91. ↑  Etimología de la palabra “alcohol”. نسخة محفوظة 16 نوفمبر 2017 على موقع واي باك مشين.
92. ↑  Jacinto García, Eduardo José. "La toponimia de Jaén en las fuentes árabes medievales: Aproximación lingüística" (PDF). Universidad de Jaén. مؤرشف من الأصل (PDF) في 17 أبريل 2018. اطلع عليه بتاريخ 18 de agosto de 2010. {{استشهاد ويب}}: تحقق من التاريخ في: |تاريخ الوصول= (مساعدة)
93. ↑  Galmés de la Fuente, Álvaro. "Los topónimos: sus blasones y trofeos (la toponimia mítica)". Real Academia de Historia (Madrid). ص. 62. مؤرشف من الأصل في 8 ديسمبر 2011. اطلع عليه بتاريخ 31 de enero de 2011. {{استشهاد ويب}}: تحقق من التاريخ في: |تاريخ الوصول= (مساعدة) والوسيط غير المعروف |fecha= تم تجاهله يقترح استخدام |date= (مساعدة)
94. ↑  Menéndez Pidal, Ramón (1968). Toponimia prerrománica hispana. Biblioteca Románica Hispánica. ص. 105–158. {{استشهاد بكتاب}}: تحقق من التاريخ في: |تاريخ الوصول= (مساعدة)، الوسيط |تاريخ الوصول بحاجة لـ |مسار= (مساعدة)، الوسيط غير المعروف |دار النشر= تم تجاهله (مساعدة)، والوسيط غير المعروف |رقم الإيداع= تم تجاهله (مساعدة)
95. ↑  Javalambre (2.019 m) نسخة محفوظة 16 نوفمبر 2017 على موقع واي باك مشين.
96. ↑  José María Calvo Baeza, Nombres de lugar españoles de origen árabe, Madrid, Darek-Nyumba, 1990 (col. Pliegos de Encuentro Islamo-Cristiano, núm. 11)
97. ↑  El origen árabe de Madrid (Mayrit) نسخة محفوظة 15 يوليو 2017 على موقع واي باك مشين.
98. ↑  Jaime Oliver Asín: Historia del nombre «Madrid», Madrid: Consejo Superior de Investigaciones Científicas, 1959
99. ↑  Christine Mazzoli-Guintard, Madrid. Petite ville de l´Islam médiéval (IX-XXI siècles), Rennes: Presses Universitaires de Rennes, 2009
100. ↑  Federico Corriente, «El nombre de Madrid», en Fernando Valdés (ed.), Maŷrit: Estudios de arqueología medieval madrileña, Madrid: Polifemo, 1992.
101. ↑  La Malahá, salinas y baños نسخة محفوظة 16 أكتوبر 2017 على موقع واي باك مشين.
102. ↑  Castilla-La Mancha y sus topónimos (I) نسخة محفوظة 06 أغسطس 2017 على موقع واي باك مشين.
103. ↑  Monsalvo Antón, José María (2014). Ediciones Universidad de Salamanca, ed. Historia de la España medieval. p. 72
104. ↑  Blanca Mª Prósper 2010-11: «The Hispano-Celtic Divinity ILVRBEDA, GoldMining in Western Hispania and the SyntacticContext of Celtiberian arkatobezom: silver Mine». Die Sprache vol. 49, nº 1, p. 59
105. ↑  The Muslim Conquest and Settlement of North Africa and Spain (page 175) نسخة محفوظة 05 فبراير 2015 على موقع واي باك مشين.
106. ↑  Muley Hacen. Hoy 7 de octubre de 1485 fallece Muley Hacen, el antepenúltimo rey de Granada. El Mulhacén, la montaña más alta de la Peninsula Ibérica, tomo de el su nombre نسخة محفوظة 16 نوفمبر 2017 على موقع واي باك مشين.
107. ↑  Ascensión al Mulhacén en verano نسخة محفوظة 04 أكتوبر 2017 على موقع واي باك مشين.
108. ↑  Zagra/Frontera نسخة محفوظة 07 فبراير 2017 على موقع واي باك مشين.
109. ↑  Tarifa la Guerrera (II) Una visión de su Geografía y su Historia por Alonso Fernández de Portillo نسخة محفوظة 04 مارس 2016 على موقع واي باك مشين.
110. ↑  Tarif, el conquistador de Tarifa نسخة محفوظة 09 مارس 2016 على موقع واي باك مشين.
111. ↑  La reconquista de Ubbadat al-arab - Artificis [وصلة مكسورة] نسخة محفوظة 25 نوفمبر 2017 على موقع واي باك مشين.
112. ↑  José M.ª Calvo Baeza, Nombres de lugar españoles de origen árabe, Madrid: Darek-Nyumba (Pliegos de Encuentro Islamo-Cristiano, 11), 1990
113. ↑  Véase la página personal de HERRERO INGELMO, José Luis. Profesor del Departamento de Lengua Española. Facultad de Filología de la Universidad de Salamanca نسخة محفوظة 2 سبتمبر 2019 على موقع واي باك مشين.
114. ↑  algar نسخة محفوظة 16 نوفمبر 2017 على موقع واي باك مشين.
115. ↑  Our Lady of Guadalupe PATRON SAINT OF MEXICO نسخة محفوظة 30 مارس 2018 على موقع واي باك مشين.
116. ↑  España: "Cómo Franco influyó, entre otras cosas, en el nombre de mi madre" نسخة محفوظة 17 نوفمبر 2017 على موقع واي باك مشين.
117. ↑  The Eve of Spain: Myths of Origins in the History of Christian, Jewish, and Muslim Conflict by Patricia E Grieve (review) نسخة محفوظة 17 نوفمبر 2017 على موقع واي باك مشين.
118. ↑  ABÉN HUMEYA نسخة محفوظة 17 نوفمبر 2017 على موقع واي باك مشين.
119. ↑  Abén Humeya نسخة محفوظة 17 نوفمبر 2017 على موقع واي باك مشين.
120. ↑  LA FAMILIA MORISCA DE LOS MULEY-FEZ, PRÍNCIPES MERINÍES E INFANTES DE GRANADA نسخة محفوظة 20 ديسمبر 2016 على موقع واي باك مشين.
121. ↑  Ralph Penny, Ralph John Penny. Gramática histórica del español. Grupo Planeta (GBS), 1993.
122. ↑  Victoria B. TORRES: 'VUESTRA MERCED Y SUS ALOMORFOS EN EL TEATRO DE CALDERÓN نسخة محفوظة 18 أغسطس 2017 على موقع واي باك مشين.
123. ↑  Paella - An Introduction to Spanish Paella نسخة محفوظة 10 أغسطس 2017 على موقع واي باك مشين.
124. ↑  "Diccionario de la Real Academia Española's (DRAE) definition and etymology of Paella". مؤرشف من الأصل في 2018-09-04. اطلع عليه بتاريخ 2012-10-11.
125. ↑  WHAT IS PAELLA? EXPLORING A SPANISH ART نسخة محفوظة 18 سبتمبر 2017 على موقع واي باك مشين.
126. ↑  "The American Heritage Dictionary's definition and etymology of the word paella". مؤرشف من الأصل في 2019-01-14. اطلع عليه بتاريخ 2013-11-24.
127. ↑  paella نسخة محفوظة 21 أكتوبر 2017 على موقع واي باك مشين.
128. ↑  "Merriam Webster's definition and etymology of the word paella". مؤرشف من الأصل في 2019-04-15. اطلع عليه بتاريخ 2012-06-08.